# Esther Inglis
Esther Inglis (Gran Londres, 1571 – 1624) fue una artesana y miniaturista inglesa, que poseía conocimientos en áreas como la caligrafía, la escritura y el bordado. Nació en 1571 en Londres o en Dieppe, más tarde se trasladó a Escocia, donde se educó. Compartiendo similitudes con Jane Segar, Inglis siempre firmaba su trabajo y frecuentemente incluía autorretratos de sí misma en el momento de escribir. Sin embargo, a diferencia de Jane Segar, Inglis desarrolló una carrera exitosa centrada en libros manuscritos creados para los mecenas reales. A lo largo de su vida, Inglis escribió unos sesenta libros en miniatura que muestran su destreza caligráfica con pinturas, retratos y portadas bordadas. Principalmente, dedicó sus libros a los monarcas, Isabel I de Inglaterra y Jacobo I de Inglaterra y VI de Escocia, y las autoridades en el poder durante su reinado. Murió alrededor de 1624, a la edad de 53 años. 

## Infancia y juventud
Hija de Nicholas Langlois y Marie Pressot, Inglis nació en 1571. Langlois fue un maestro de escuela que luego se convirtió en maestro de la escuela francesa en Edimburgo, y Pressot era una calígrafa experta. Sus padres eran franceses, aunque no se sabe cuándo se trasladaron a Edimburgo, Escocia. Algunas fuentes afirman que se mudaron alrededor de 1569 huyendo de Francia como refugiados protestantes, mientras que otros afirman que no fue hasta después de la Masacre del Día de San Bartolomé alrededor de 1574. Algunas fuentes también afirman que Langlois se convirtió en maestro de la escuela francesa en Edimburgo en 1574, mientras que otras afirman que no fue hasta alrededor de 1580.
Langlois enseñó tanto las formas orales y escritas de francés, como la escritura a mano, sobre la cual recibió una anualidad de por vida del rey James VI después de convertirse en maestro de la escuela francesa en Edimburgo. Debido a su conocimiento y profesión como profesor, se sospecha que Inglis fue educada por su padre en humanidades. Además, dada la experiencia de su madre en caligrafía, es casi seguro que Inglis aprendió sus habilidades caligráficas de ella. Aunque no hay pruebas escritas, Inglis reconoció su deuda con sus padres en uno de sus primeros manuscritos, el Livret contenant diverses sortes de lettres, donde dice: "Habiéndome pedido ambos padres, una hija ha escrito, rompiendo el tedio del exilio con su pluma". 
Inglis fue muy afortunada de tener no sólo padres conocedores y hábiles que le enseñaron y le ofrecieron una educación tan avanzada, sino también un padre que la ayudó en su trabajo. Aunque esto todavía no era del todo la norma, no se consideraba tan raro, ya que hubo otras mujeres de la época que fueron instruidas a través de esta forma de educación avanzada en el hogar. Antes de la época de Inglis, la Casa Morel en Francia había despertado una gran admiración como enclave de humanistas, encabezados por el diplomático y tutor real Jean de Morel y la poetisa Antoinette de Loynes.

## Trayectoria profesional

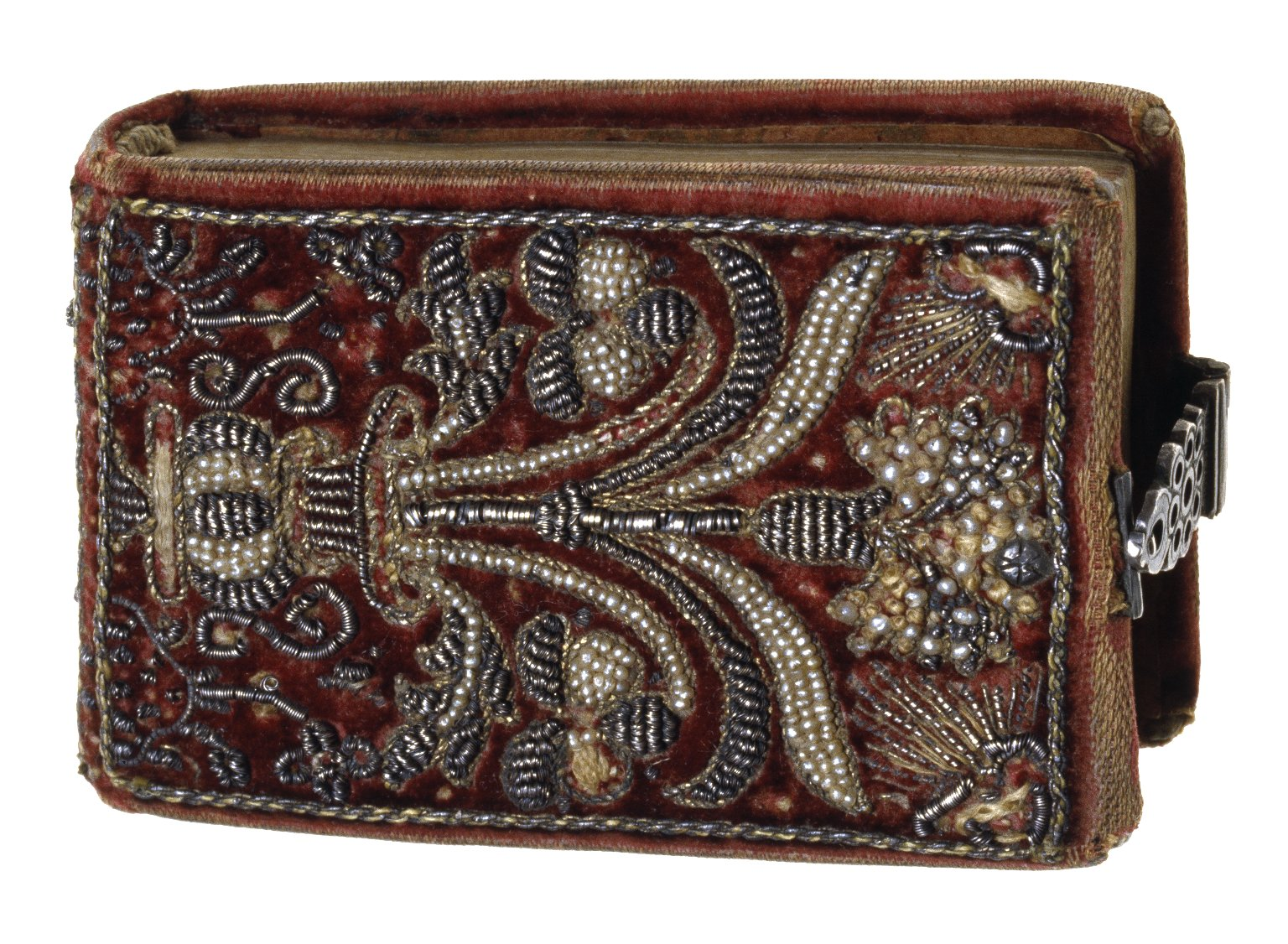
La portada de Argumenta psalmorum Davidis, bordada por Inglis en 1608 (Biblioteca Folger Shakespeare, V.a.94)

La carrera de Inglis fue dirigida en primer lugar por su padre, que escribió versos dedicados a sus primeros libros. Tras casarse con Bartolomé Kello en 1596, él empezó a colaborar con ella. Kello a veces escribía cartas y poemas dedicatorios alabando a los destinatarios de las obras de Inglis, así como a la propia Inglis, estando tan orgulloso de sus habilidades que a menudo se firmaba como "marido de la embellecedora del libro" en la obra. El matrimonio se celebró después de su "graduación", algo común entre las mujeres intelectuales de esta época. Kello trabajó como secretario de la corte de James VI, en la que Inglis parece haber trabajado como copista de su pareja, aunque otras investigaciones parecen afirmar que el Rey James VI empleó a ambos como escritores. En una orden de James VI a Kello, afirma que "el mencionado Barthilmo Kello debe escribir o hacer que todas las cartas mencionadas, a su discreción, sean escritas por el escritor más exquisito de este reino". Esto parece indicar que Inglis podría producir los artículos siempre que Kello supervisara su trabajo. 
Como Kello era un funcionario, su trabajo era proporcionar diferentes tipos de documentos, como pasaportes, testimonios y cartas de recomendación. Mientras Inglis producía estos artículos para Kello, también usaba sus habilidades para elaborar algunos libros de registro. Kello también estaba a cargo de la entrega de estos documentos, y al entregarlos, incluiría una copia del libro de registro de su esposa, probablemente esperando una recompensa a cambio. Kello a menudo usaba los libros de Inglis como una razón para viajar al extranjero, similar a la forma en que usaba sus viajes como mensajero o investigador para presentar los libros de su esposa e impresionar a sus anfitriones a cambio de una compensación. Fue en estos libros donde Inglis mostró sus conocimientos y talento, introduciendo impresionantes dibujos en las portadas y estableciendo fronteras creativas en cada página de los textos. Se decía que los manuscritos estaban tan magníficamente hechos, que parecían como si fueran obras impresas, en lugar de estar completamente dibujados a mano. También fue en este período de tiempo cuando, debido a que la impresión se hizo más accesible como una tecnología creciente, los manuscritos hechos a mano se volvieron más y más valiosos. Entre todos los manuscritos de esta época, los libros de Inglis son importantes porque eran muy pequeños en tamaño, el manuscrito más pequeño medía 3,8 por 5,1 centímetros o 5,1 por 7,6 centímetros, como el Argumenta Psalmorum Davidis de la lámina 8, dedicado a Henry Frederick, Príncipe de Gales en 1608.
Kello e Inglis no sólo eran amantes, sino también compañeros de trabajo. Inglis actuó como copista de Kello y con el tiempo se convirtió en su publicista y gerente de negocios. Cuando James se convirtió en el Rey de Inglaterra, Kello e Inglis se mudaron a Essex, cerca de Londres, y vivieron allí desde aproximadamente 1606 hasta 1615 antes de regresar a Edimburgo, donde los dos permanecieron hasta la muerte de Inglis en 1624. Al mudarse a Inglaterra, Kello e Inglis probablemente esperaban reanudar su trabajo como funcionario y copista, pero James había heredado una acusación de la Reina Isabel, lo que dificultó esta vuelta. Kello también se convirtió en Rector de Willingale en Essex en 1607 y más tarde se convirtió en Rector de Spexhall en Suffolk en 1620.

## Primeros manuscritos: 1605–1607
El primer manuscrito que presentó Inglis en Inglaterra fue dedicado a Susanna Herbert, en febrero de 1605, una persona a la que no conocía personalmente. El manuscrito compilaba extractos de textos religiosos y alfabetos decorativos, y sin duda fue creado para demostrar su habilidad como calígrafa. Como Herbert se había convertido recientemente en Lady Herbert, es posible que Inglis le presentara este manuscrito con la esperanza de un puesto en la casa de Herbert, así como una gratificación por el propio manuscrito.
A partir de 1605, Inglis empezó a relacionarse con sus clientes ella misma, en lugar de que su marido lo hiciera por ella. En enero de 1606, Robert Sidney, Lucy Russell, la condesa de Bedford y Lady Erskine de Dirleton recibieron uno de sus manuscritos de Año Nuevo. Al igual que Herbert, estas tres personas eran extrañas para Inglis, ya que ella no conocía personalmente a ninguno. Sin embargo, a diferencia del manuscrito presentado a Herbert, estos manuscritos mostraron un nuevo estilo. Sus libros eran más pequeños y rectangulares, con cada página de texto ilustrada con una flor de color o un pequeño pájaro. Sus páginas de título también tenían bordes floreados, estas dimensiones de los libros era únicas, ya que no se encontran en ningún otro manuscrito medieval de esta época. Al igual que el manuscrito entregado a Herbert, estos estaban destinados a mostrar la habilidad de Inglis como calígrafa. Cada página presentaba un estilo diferente de escritura a mano, aunque no se incluía un alfabeto como el que había con el manuscrito entregado a Herbert. En cambio, había pájaros coloridos, flores o mariposas en la parte superior de cada página.
Inglis usó esencialmente libros publicados como una fuente para su propia creatividad. Los artesanos, durante este período, generalmente copiaban el texto de otros libros reescribiéndolo con firmas de estilo para después agregar bordes y demás como aportación de su propio trabajo. Una práctica común entre los artesanos era crear múltiples copias del mismo libro pero incluir diferentes dedicatorias, cada una dirigida a un destinatario diferente. Otra práctica común durante este período fue reescribir textos ya impresos en manuscritos.
En julio de 1606, el rey Christian de Dinamarca visitó Inglaterra. El canciller Christianus Friis, conocido por su generosidad, lo acompañó. Debido a esto, Inglis preparó otro manuscrito ilustrado con flores específicamente para Friis, probablemente esperando una generosa recompensa. Este manuscrito fue en su mayoría similar a los tres manuscritos de Año Nuevo, aunque Inglis dibujó diferentes flores tomadas de otra serie, Florae Deae. Esta serie, supuestamente, era inmensamente popular en este momento, ya que las mismas flores fueron dibujadas más tarde sobre vidrio pintado en Lydiard Park en Wiltshire, así como en otras ciudades.
Si bien Inglis no parecía ser una artista muy inventiva, a menudo se presentaba como una persona altamente calificada. También fue asertiva en el reconocimiento de sus talentos, a menudo incluyendo un texto en sus manuscritos que decía "escrito e iluminado por mí, Esther Inglis".

## El mecenazgo del príncipe Enrique: 1607–1614

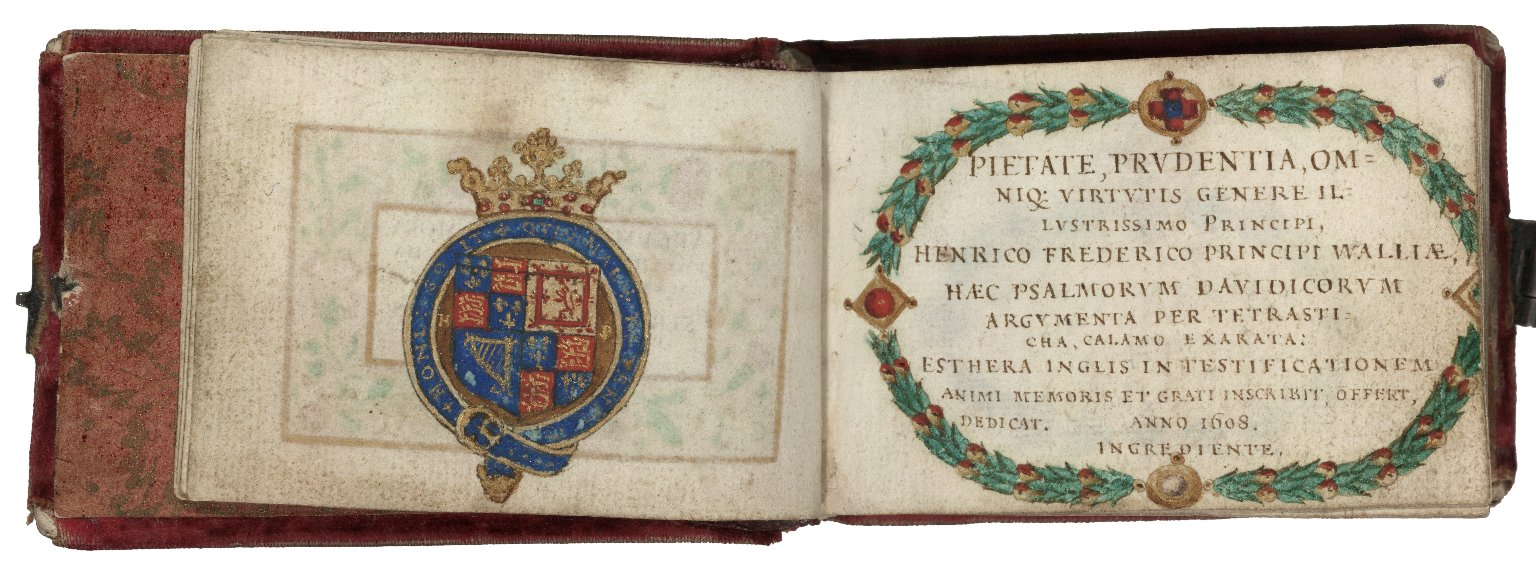
La página dedicatoria de Argumenta psalmorum Davidis, al Príncipe Enrique, 1608

Inglis produjo principalmente sus manuscritos ilustrados de flores en 1606 y 1607, con solo unas pocas excepciones, y comenzó a realizando muchos menos manuscritos después de 1607. No está claro por qué, pero algunos sugieren que las ilustraciones simplemente no eran tan populares como alguna vez fueron, o que eran demasiado laboriosas para seguir produciendo continuamente. También existe la idea de que Inglis podría haber encontrado mecenazgo en la corte del Príncipe Enrique. Combinado con el sueldo de su marido, esto pudo haberles ofrecido suficiente estabilidad financiera para no tener que producir tales manuscritos ilustrados, o incluso muchos manuscritos en general. De 1607 a 1614, Inglis produjo solo ocho manuscritos conocidos, cinco de ellos dedicados al Príncipe Enrique o a Sir David Murray. Además, Inglis rara vez se acercaba a otros clientes durante esta época, lo que proporciona más evidencia de la idea de que había encontrado algún tipo de patrocinio en la casa de Henry y, por lo tanto, ya no necesitaba producir tales trabajos, o incluso mostrar sus habilidades artísticas para publicidad.

## Teorías de la ilustración de las flores
El uso que Inglis hacía de las flores en su trabajo se utilizaba principalmente para producir atractivos manuscritos, lo que crearía oportunidades de empleo o de obtener una retribución. Sin embargo, esta puede no haber sido la única razón por la que Inglis decidió implementar flores. En muchas de sus dedicatorias, Inglis enfatizó el hecho de que lo que estaba haciendo era "el trabajo de una mujer". Esto muestra que ella era consciente de la posición en la que se encontraba como mujer en una sociedad patriarcal. Como mujer, su elección de textos era limitada, lo que probablemente es la razón por la que se concentró principalmente en textos bíblicos o devocionales.
También existe la teoría de que ella utilozó flores en sus obras para retratar un tipo de simbolismo, con cada flor representaba algo en particular. En un retrato independiente de ella, realizado en 1595, se puede ver un pequeño nudo de flores en la esquina superior izquierda. Compuesto de ramitas de lavanda y claveles, esto simboliza el amor y la castidad, y no fue sino un año después de que Inglis se casara con Kello. Sin embargo, no hay evidencia sustancial para apoyar esta teoría. 

## Personalización de libros
Al principio de su carrera, antes de sus manuscritos temáticos de flores, Inglis se inspiró en los diseños de libros impresos, a menudo copiando bordes grabados, adornos e iniciales. Dos de los que se consideran sus libros más bellos de este período son el C.L. Psaumes de David, dedicado al Príncipe Mauricio de Nassau en 1599, y Le Livre de l'Ecclesiaste, dedicado a la Viomtesse de Rohan en 1601. Ambas obras combinan elementos de una variedad de fuentes, que trabajan juntas para crear libros manuscritos con el carácter y la personalidad del destinatario en mente. Por ejemplo, en el libro entregado al Príncipe Maurice se encuentra un dibujo de un corsé, un escudo y armas, muy apropiado para el Príncipe que pasó la mayor parte de su tiempo en el campo luchando por la causa protestante. Aunque no parece que todos los libros de Inglis estén diseñados de tal manera para el destinatario, sí parece ser el caso de estos dos libros.
No fue hasta más tarde en su carrera que Inglis comenzó a dibujar en color e ilustrar diferentes flores, frutas o pequeños animales que a menudo aparecían en los bordes de los manuscritos flamencos. Incluso más tarde en su carrera, volvió a desarrollar libros impresos recreados, incluida la reproducción de cincuenta y uno de los Emblemes ou devises chrestiennes de Georgette de Montenay para el príncipe de Gales, el futuro Carlos I de Inglaterra.
Aunque los bordes creativos y las coloridas ilustraciones eran parte de la técnica de Inglis, ella también bordaba su trabajo. Inglis realizó fundas en forma de joya para sus obras de la realeza, generalmente bordadas con perlas cultivadas e hilos de oro y plata sobre terciopelo rojo. La portada de cada libro complementa la exhibición interior de sus libros de estilo caligráfico, portadas, autorretratos, adornos, dibujos a tinta y emblemas.

## Participación protestante
Los padres de Inglis practicaban el protestantismo, y dejaron Francia durante las persecuciones protestantes, lo que hace probable que Inglis también fuera criada como protestante. Inglis y su esposo eran conocidos por ser partidarios de esta religión. Muchos de los libros de Inglis incluso se regalaron a miembros de la comunidad protestante alrededor de la época de Isabel I y James VI.
De alrededor de sesenta manuscritos diferentes que han sido identificados como el trabajo de Inglis, la mayoría son copias de textos religiosos protestantes. Estos manuscritos incluían salmos de la Biblia de Ginebra, así como otras versiones de la Biblia, versos de los Proverbios y Eclesiastés, y los Cuartetos de Guy Du Faur, Seigneur de Pibrac y Octonairs de Antoine de la Roche Chandieu, dos famosos franceses del siglo XVI escritores religiosos del siglo.

## Familia
Inglis tuvo cuatro hijos sobrevivientes, insinuando la idea de que ella y Kello intentaron tener hijos varias veces sin éxito. El único niño cuyo nombre se conoce es su hijo Samuel, quien sucedió a su padre como Rector de Spexhall en Suffolk posiblemente en contra de su voluntad. Otros dos hijos, Isaac y Joseph, están enterrados en la Iglesia Willingale, Essex, donde su padre Bartholomew era rector. Dos placas de latón en el presbiterio, fechadas en 1614, los conmemoran con un simple epitafio.